# Bustul lui Theodor Șerbănescu din București
Bustul lui Theodor Șerbănescu este opera sculptorului român Filip Marin (1865 - 1928).
Monumentul a fost realizat din bronz și a fost dezvelit la 11 iunie 1905 în Grădina Ateneului, iar în 1939 a fost mutat în Parcul Cișmigiu. Bustul poetului și traducătorului Theodor Șerbănescu este amplasat pe un soclu înalt de piatră la baza căruia era un personaj feminin din bronz care a dispărut. Portretul îi înfățișează decorațiile primite de-a lungul vieții: Ordinul Steaua României în grad de Cavaler, medalia Virtutea Militară de aur, Ordinul Sfântul Stanislas. Decorațiile au fost obținute în urma participării lui Theodor Șerbănescu în Războiul de Independență, ca ofițer de stat – major la Marele Cartier General al Armatei Române.  Pe soclu este următoarea inscripție:
| THEODOR ȘERBĂNESCU 1839 - 1901 |

Theodor Șerbănescu a fost un poet și traducător român, membru al societății literare „Junimea” și membru corespondent al Academiei Române, la secțiunea literară. A activat și ca militar, fiind numit comandant al Regimenului 10 Dorobanți din Brăila.
Lucrarea este înscrisă în Lista monumentelor istorice 2010 - Municipiul București - la nr. crt. 2363, cod LMI B-III-m-B-20044.
Monumentul este situat în Grădina Cișmigiu, pe Bulevardul Schitu Măgureanu nr. 37, sector 1.